# خايمي ديلغادو
خايمي ديلغادو هو لاعب كرة قدم إكوادوري في مركز الوسط، ولد في 11 يناير 1943 في الإكوادور. لعب مع نيويورك كوسموس.